# انجی سیج
انجی سیج (به انگلیسی: Angie Sage) (متولد ۱۹۵۲) خالق مجموعه سپتیموس هیپ است که شامل کتاب‌های افسون، پرواز، فیزیک و جستجو و سه کتاب دیگر می‌شود. او همچنین تصویرگر یا نویسنده آثار بسیاری برای کودکان است. او همچنین نویسنده مجموعه آرمنته جن زده است.
انجی سیج در دره تامس، لندن و کنت بزرگ شد. پدر انجی یک ناشر بود. او کتاب‌های خالی را به خانه می‌آورد تا انجی آنها را با داستان یا نقاشی پر کند. سیج اول به فراگیری پزشکی پرداخت اما با تغییر دادن ذهنیت خود وارد رشته هنر و مدرسه لسسیتر شد. او در این مدرسه در زمینه گرافیک طراحی و تصویر سازی تحصیل کرد. او نوشتن کتاب‌هایش را بعد از دوران کالج آغاز کرد و سپس بعد از مدتی در نوشتن داستان برای کودکان مهارت یافت. اولین رمان او سپتیموس هیپ: افسون نام دارد.

## آثار
- سپتیموس هیپ، کتاب اول: افصون (ترجمه ی مهرداد مهدویان، نشر افق، 1388)
- سپتیموس هیپ، کتاب دوم: پرواز (ترجمه ی مهرداد مهدویان، نشر افق، 1388)
- سپتیموس هیپ، کتاب سوم: فیزیک (ترجمه ی مهرداد مهدویان، نشر افق، 1388)
- سپتیموس هیپ، کتاب چهارم: جست و جو (ترجمه ی مهرداد مهدویان، نشر افق، 1388)
- سپتیموس هیپ، مقالات افصون
- سپتیموس هیپ، کتاب پنجم: سایرن خبیس (ترجمه ی مهرداد مهدویان، نشر افق، 1390)
- سپتیموس هیپ، کتاب ششم: سیاهی (ترجمه ی مهرداد مهدویان، نشر افق، 1391)
- سپتیموس هیپ، کتاب هفتم: اتش (ترجمه ی مهرداد مهدویان، نشر افق، 1395)
- Araminta Spook، کتاب اول: خانه‌ی تسخیرشده‌ی من (ترجمه ی مهرداد مهدویان، نشر افق، 1389)
- Araminta Spook، کتاب دوم: شمشیری در گروتو (ترجمه ی مهرداد مهدویان، نشر افق، 1389)
- Araminta Spook، کتاب سوم: قورباغه‌ربایی (ترجمه ی مهرداد مهدویان، نشر افق، 1389)
- Araminta Spook، کتاب چهارم: توله دراکولا (ترجمه ی مهرداد مهدویان، نشر افق، 1389)
- Araminta Spook، کتاب پنجم: ارواح پرستار (ترجمه ی مهرداد مهدویان، نشر افق، 1389)
- Araminta Spook، کتاب ششم: Gargoyle Hall
- Araminta Spook، کتاب هفتم: Skeleton Island
- تادهانتر مون، کتاب اول: راه یاب (ترجمه ی آرزو احمی، نشر افق، 1398)
- تادهانتر مون، کتاب دوم: شن سوار (ترجمه ی آرزو احمی، نشر افق، 1398)
- تادهانتر مون، کتاب سوم: StarChaser (ترجمه شده، نشر افق)